# Cameron (Texas)
Cameron ist die Bezirkshauptstadt und Sitz der Countyverwaltung (County Seat) des Milam Countys im US-Bundesstaat Texas in den Vereinigten Staaten. Das U.S. Census Bureau hat bei der Volkszählung 2020 eine Einwohnerzahl von 5.306 ermittelt.

## Geographie
Die Stadt liegt im mittleren Osten von Texas, nahe dem Countyzentrum, etwa 200 km nordwestlich von Houston, 100 km nordöstlich von Austin an der Kreuzung der U.S. Highways 77 und 190, und hat eine Gesamtfläche von 11,0 km2 ohne nennenswerte Wasserfläche.

## Demographische Daten
Nach der Volkszählung im Jahr 2000 lebten hier 5.634 Menschen in 2090 Haushalten und 1.404 Familien. Die Bevölkerungsdichte betrug 513,0 Einwohner pro km2. Ethnisch betrachtet setzte sich die Bevölkerung zusammen aus 66,68 % weißer Bevölkerung, 20,66 % Afroamerikanern, 0,60 % amerikanischen Ureinwohnern, 0,16 % Asiaten, 0,00 % Bewohnern aus dem pazifischen Inselraum und 10,17 % aus anderen ethnischen Gruppen. Etwa 1,72 % waren gemischter Abstammung und 26,66 % der Bevölkerung waren spanischer oder lateinamerikanischer Abstammung.
Von den 2090 Haushalten hatten 32,9 % Kinder unter 18 Jahre, die im Haushalt lebten. 45,9 % davon waren verheiratete, zusammenlebende Paare. 17,2 % waren allein erziehende Mütter und 32,8 % waren keine Familien. 31,2 % aller Haushalte waren Singlehaushalte und in 18,4 % lebten Menschen, die 65 Jahre oder älter waren. Die Durchschnittshaushaltsgröße betrug 2,58 und die durchschnittliche Größe einer Familie belief sich auf 3,25 Personen.
28,0 % der Bevölkerung waren unter 18 Jahre alt, 9,0 % von 18 bis 24, 23,3 % von 25 bis 44, 19,7 % von 45 bis 64, und 20,0 % die 65 Jahre oder älter waren. Das Durchschnittsalter war 37 Jahre. Auf 100 weibliche Personen aller Altersgruppen kamen 86,8 männliche Personen. Auf 100 Frauen im Alter von 18 Jahren und darüber kamen 79,9 Männer.
Das jährliche Durchschnittseinkommen eines Haushalts betrug 25.878 USD, das Durchschnittseinkommen einer Familie 30.927 USD. Männer hatten ein Durchschnittseinkommen von 23.988 USD gegenüber den Frauen mit 18.497 USD. Das Prokopfeinkommen betrug 14.122 USD. 22,0 % der Bevölkerung und 20,8 % der Familien lebten unterhalb der Armutsgrenze. Davon waren 26,8 % Kinder und Jugendliche unter 18 Jahren und 22,4 % waren 65 oder älter.

## Söhne und Töchter
- Daniel Elias Garcia (* 1960), katholischer Geistlicher, Bischof von Austin
- Dede Westbrook (* 1993), Footballspieler